# Nandu Jubany Herms
Nandu Jubany Herms (Monistrol de Calders, 19 de gener de 1971) és un cuiner i empresari català que juntament amb la seva parella, Anna Orte, dirigeix, entre altres negocis, el restaurant Can Jubany de Calldetenes guardonat el 2022 amb una estrella Michelin i considerat un dels millors restaurants d'Europa. Ha col·laborat en diversos programes de Televisió de Catalunya i ha escrit llibres de cuina.
Apassionat pel món del motor, ha participat en el Ral·li Dakar tant a la categoria de moto l'any 2018 com en la de cotxe, T1.2, l'any 2025 juntament amb el copilot Marc Solà quedant en segona posició